# Gabriela Ramos
Pour les articles homonymes, voir Ramos.
Gabriela Ramos, née le 8 avril 1964 à Michoacán (Mexique), est une économiste, diplomate et fonctionnaire internationale mexicaine. En 2020, elle a été nommée sous-directrice générale pour les Sciences sociales et humaines à l'UNESCO.
Avant cela, elle a occupé le poste de cheffe de cabinet et sherpa à l'Organisation de coopération et de développement économiques (OCDE) de 2000 à 2020. Durant cette période, elle a été à l'origine de nombreuses réformes importantes grâce à des accords internationaux. Elle a notamment contribué à la réforme du régime fiscal international, à la lutte contre l'évasion et l’érosion fiscales, à l’Accord de Paris sur le climat (notamment en soutenant financièrement les pays en développement) et, plus récemment, à la promotion du développement éthique et au déploiement de l’intelligence artificielle à travers un cadre international couvrant 194 pays. Gabriela Ramos aime recourir à l’utilisation des données probantes pour induire des changements et a œuvré en faveur de réformes politiques de grande envergure dans des domaines comme l’éducation (notamment à travers le programme PISA), la santé, l'égalité des sexes et les télécommunications.

## Biographie

### Naissance et formation
Gabriela Ramos est née le 8 avril 1964 à Michoacán au Mexique. Elle est une économiste, diplomate et fonctionnaire internationale mexicaine. Elle est titulaire d'une licence en relations internationales de l’université Iberoamericana et d'un master en politiques publiques de la Harvard Kennedy School.

### Famille
Elle est mariée à Ricardo López et a deux filles, Paula et Julia.

## Carrière professionnelle

### Début de carrière
Gabriela Ramos a occupé plusieurs fonctions dans le gouvernement mexicain, d’abord en tant que membre du Service extérieur et conseillère auprès du ministre des Affaires étrangères et du ministre du Budget. Elle a également été directrice des affaires économiques à l’OCDE, au sein du ministère des Affaires étrangères, entre 1995 et 1998.
Entre 1998 et 2000, elle a cofondé Portico, un cabinet de conseil en politiques publiques.
Elle a ainsi soutenu l’Institut national électoral du Mexique, permettant aux Mexicains résidant à l’étranger de voter lors des élections présidentielles, ce qui a marqué une avancée significative dans la démocratie du pays[réf. souhaitée]. Elle a aussi joué un rôle majeur dans une grande campagne environnementale pour empêcher la construction d’une usine de sel à Laguna San Ignacio, contribuant ainsi à la protection de la réserve de biosphère du Golfe de Californie et du sanctuaire des baleines.

### Organisation de coopération et de développement économiques (OCDE)
De 2000 à 2006, Gabriela Ramos a été directrice du Centre Mexique à l’OCDE, où elle a renforcé les politiques et institutions mexicaines. Elle a, par exemple, contribué à la création du Seguro Popular, un programme qui a permis de couvrir en santé 50 millions de Mexicains non assurés.
Elle a aussi œuvré pour la révision des lois sur la concurrence et pour l’évaluation des systèmes éducatifs, en introduisant notamment les résultats du Programme international pour l’évaluation des élèves (PISA) de l’OCDE en 2003, ce qui a conduit à la création de l’Institut national pour l’évaluation de l’éducation (INEE).
En 2006, elle s’installe à Paris pour devenir cheffe adjointe de cabinet à l’OCDE, puis directrice de cabinet du secrétaire général José Ángel Gurría, en 2008. Elle est également désignée sherpa de l’OCDE pour le G20, le G7 et l’APEC. À l’OCDE, elle a dirigé des initiatives majeures telles que Croissance Inclusive et Nouvelles approches pour la croissance économique (NAEC). Croissance inclusive et Business4InclusiveGrowth visait à garantir que les bénéfices de la croissance économique soient largement partagés, en réduisant les inégalités et en promouvant l’égalité des chances pour tous,. Le NAEC, quant à lui, cherchait à redéfinir le succès économique en prenant en compte des facteurs comme la durabilité et le bien- être social.
Sous sa direction, l’OCDE a connu une expansion notable, tant en termes de budget que de personnel, et a mené des réformes fondamentales. Elle a supervisé une réforme financière importante, ce qui a permis à l'OCDE de surmonter les impacts de la crise financière de 2008 et d'augmenter son budget de 68%. Grâce à ses efforts, huit nouveaux pays ont rejoint l'Organisation pendant cette période (i.e., le Chili, la Colombie, le Costa Rica, l'Estonie, Israël, la Lettonie, la Lituanie, la Slovénie), et le terrain a été préparé pour de nouveaux entrants, comme le Brésil ou l'Indonésie.
Elle a aussi lancé la « Gender Strategy », qui a contribué à la parité au Mexique, à l'amélioration du leadership féminin et à l’abolition des lois discriminatoires. Plus récemment, elle a fait partie du GEAC (G7). Cela lui a permis de recevoir le Forbes Excellence Award en 2017 et 2018, ainsi que d'être incluse dans la liste des 100 personnes les plus influentes en matière de politiques de genreétablie par Apolitical en 2018 et 2019.
En tant que première sherpa de l'OCDE auprès du G20, elle a veillé à ce que l'organisation soutienne les différentes présidences du G20 grâce à des analyses et des données probantes, afin d’aider les membres du groupe à parvenir à un consensus. Parmi les livrables majeurs supervisés par Ramos figurait le suivi des mesures de protectionnisme commercial et d’investissement, qui ont permis d'éviter des politiques du « voisin appauvri » susceptibles de compromettre les efforts pour répondre à la récession économique liée aux marchés financiers. Elle a également contribué à l'un des principaux projets de l'OCDE au sein du G20 : la refonte du régime fiscal international, qui a permis aux États membres d'augmenter leurs recettes fiscales de plusieurs millions.
Elle a également apporté des preuves et un soutien à la présidence australienne pour atteindre l'objectif de Brisbane, le tout premier accord du G20 sur l'égalité des genres, qui a conduit à la création du W20 (Women 20). L'OCDE a été chargée, en collaboration avec l'OIT, de surveiller la mise en œuvre de cet objectif.
Au cours de ses dix années de mandat en tant que sherpa, elle a également soutenu les efforts des membres pour adopter des agendas structurels, tels que le Innovation Blueprint (Guangzhou), l’objectif jeunesse (Antalya) et les principes sur l’intelligence artificielle (Osaka)[réf. souhaitée]. Elle a supervisé les conseils politiques ciblés que l'OCDE a fournis aux États membres pour accompagner les réformes politiques. Parmi les initiatives majeures figurent la quantification des propositions de réformes en France et la réforme du secteur des télécommunications au Mexique, qui a entraîné l’ajout de 50 millions de nouveaux abonnés à la téléphonie mobile et une baisse des prix de 70%. Un soutien a été apporté aux membres dans divers domaines, tels que les retraites, les réformes fiscales ou l’impact du Brexit. L’ambassadrice française pour le changement climatique et représentante spéciale de la COP21 en 2015, Laurence Tubiana, a demandé à l'OCDE de quantifier le soutien financier des économies avancées envers les pays en développement. Elle a supervisé ces travaux, que des acteurs proches de ces efforts ont qualifiés d’essentiels pour parvenir à l’accord sur le climat. Lors de la COP21, elle a supervisé, promu et présenté à l’UNCC, où l’OCDE a effectué sa première présentation.

### Organisation des Nations unies pour l'éducation, la science et la culture (UNESCO)
En 2020, Audrey Azoulay, directrice générale de l'UNESCO, nomme Gabriela Ramos, sous-Directrice générale pour les Sciences sociales et humaines,.
En 2021, Gabriela Ramos est reconnue comme une « agente de changement exceptionnel ».
Depuis sa nomination, ses efforts se sont concentrés sur le renforcement de l’influence de l’UNESCO à l’intersection de la science et des politiques publiques. Elle a donné la priorité à la promotion d’un usage éthique et au développement de la science et des technologies, en mettant un accent particulier sur le potentiel transformateur et les risques liés à l’intelligence artificielle et aux neurotechnologies. Ces initiatives visent à garantir que les avancées technologiques soient en accord avec les droits humains et les normes éthiques, tout en favorisant l’équité et le progrès à l’échelle mondiale. Son mandat est placé sous le signe de la lutte pour le respect des droits humains et la lutte contre les inégalités économiques et sociales sous toutes leurs formes[réf. souhaitée].
Ses initiatives supplémentaires incluent la rédaction et la supervision de l’adoption par les 193 pays membres de l’UNESCO de la recommandation sur l’éthique de l’intelligence artificielle (IA) en novembre 2021. Ce texte constitue le premier instrument normatif visant à fournir un cadre éthique pour le développement de l’IA, ayant obtenu un consensus à l’échelle mondiale. En juillet 2024, les principes établis par la recommandation étaient mis en œuvre dans les cadres institutionnels et juridiques de plus de 60 pays, grâce à la Méthodologie d’évaluation de la préparation (RAM), également développée sous la direction de Gabriela Ramos. En mai 2024, le Chili a lancé sa politique nationale sur l’IA et un projet de loi basé sur les recommandations formulées par l’UNESCO dans son rapport sur l’état de préparation du pays. L’adoption de la recommandation de l’UNESCO a également conduit au développement d’un réseau d’experts et d’initiatives regroupant des acteurs majeurs du domaine de l’IA, allant de l’Observatoire mondial de l’éthique et de la gouvernance de l’IA au conseil des entreprises pour l’éthique de l’IA, auquel participent plusieurs géants de l’industrie tels que Microsoft, Salesforce et Telefónica. De plus, le Maroc a fondé son Livre blanc sur la recommandation, avec de nombreux autres pays s'en inspirant pour réviser leur stratégie en matière de politique d’intelligence artificielle.
Elle a également organisé le Forum mondial contre le racisme et les discriminations.
Elle revitalise le Programme de gestion des transformations sociales (MOST), qui réunit des universitaires et des décideurs pour améliorer les politiques publiques visant à réduire les inégalités et à répondre aux grandes tendances impactant nos sociétés, y compris l’organisation des premières éditions du Forum MOST. Des progrès significatifs ont été réalisés grâce à la première collaboration avec la DG Reform de l'Union européenne et aux États membres de l'UE mettant en œuvre des réformes structurelles favorisant le développement durable, renforçant la gouvernance et garantissant l'utilisation éthique et responsable des technologies émergentes comme l'IA[réf. souhaitée]. De plus, elle a dirigé la création de la coalition MOST-BRIDGES de l'UNESCO, qui rassemble les sciences humaines, les sciences sociales et les savoirs autochtones dans une approche multidisciplinaire pour explorer comment promouvoir les changements comportementaux nécessaires à la transition climatique cruciale qui nous attend.

### Autres fonctions occupées
Gabriela Ramos a été membre du comité directeur du Forum de Paris sur la Paix, membre du comité directeur de la Commission Lancet COVID-19 et de la Commission Lancet sur la violence des hommes envers les femmes et la maltraitance des jeunes. Elle est éMembre du Conseil consultatif sur l'égalité des genres (GEAC) du G7,.

## Distinctions
En 2024, Gabriela Ramos a reçu le prix de leader en politique de l'intelligence artificielle décerné par le Center for AI and Digital Policy. Elle a été finaliste pour le prix de la Femme d’Influence 2024 dans la catégorie politique. Elle est promu en 2013 Chevalier de l'ordre national du mérite et décorée en 2014 par François Hollande,. Elle a reçu le prix Forbes 2017 pour l'excellence en management. Apolitical l'a classée parmi les 100 personnalités les plus importantes en matière de politique de genre,.